# Euphoresia kivuensis
Euphoresia kivuensis är en skalbaggsart som beskrevs av Louis Burgeon 1942. Euphoresia kivuensis ingår i släktet Euphoresia och familjen Melolonthidae. Utöver nominatformen finns också underarten E. k. achteni.